# Даница Груичич
Даница Груичич (на сръбски: Даница Грујичић / Danica Grujičić) е сръбска лекарка и политичка. От 26 октомври 2022 г. е министърка на здравеопазването на Сърбия, в правителството на Ана Бърнабич. През 2009 г. придобива титлата професор. Тя е автор и съавтор е на над 300 професионални и научни труда.

## Биография
Родена е на 30 август 1959 г. в град Титово Ужице, Социалистическа република Сърбия, СФРЮ. През 1976 г. завършва гимназия в Москва, там тя започва своето медицинско образование. През 1982 г. завършва Медицинския факултет на Белградския университет. През 1987 г. защитава магистърска, а през 1996 г. докторска дисертация.
През 1983 г. изкарва задължителен лекарски стаж. От 1984 г. работи в клиниката по неврохирургия на Клиничния център на Сърбия в Белград. През 1989 г. завършва специализация по неврохирургия. От 2007 до 2015 г. е началник невроонкологично отделение на клиниката по неврохирургия на Клиничния център на Сърбия. От 2015 до октомври 2022 г. е началник на Невроонкологичния център на Клиничния център на Сърбия. От 9 май 2019 до октомври 2022 г. тя изпълнява длъжността директор на Института по онкология и радиология на Сърбия.
От 2001 до 2009 г. е ръководител на Катедрата за обучение на специалисти по неврохирургия и началник на базата за обучение на Института по неврохирургия по специалността „Хирургия“. От 2004 до 2021 г. тя е координатор на курса „Основи на клиничната практика“, както и заместник-ръководител на Катедрата по хирургия за редовни занятия в Медицинския факултет на Белградския университет. През 2009 г. става професор в Медицинския факултет на Белградския университет. От 2015 г. до 2021 г. е началник на отделението по хирургия, като става първата жена на този пост. От 2018 до 2021 г. е заместник-декан по здравеопазването във Факултета по медицина на Белградския университет. По-късно става заместник-декан по финансите на Медицински факултет.
През 2014 г. е избрана за председател на Правителствената комисия за контрол на психоактивните вещества. От 2017 г. е председател на Асоциацията на невроонколозите на Сърбия. От 2018 г. е председател на Сръбското дружество за борба с рака. Тя е сред инициаторите за създаването на междуведомствена координационна комисия за идентифициране на последиците от въздушните удари на НАТО през 1999 г. върху околната среда и здравето на гражданите на Сърбия, сформирана през 2018 г., но така и не започва работа. Сред установените причини за проблеми са използването на боеприпаси с обеднен уран, замърсяването на реките Лепеница и Дунав. През 2021 г. Сръбското онкологично дружество публикува монографията „Истината за последствията от бомбардировките на НАТО над Сърбия през 1999 г.“, чийто редактори са д-р Зорка Вукмирович и Даница Груичич.
През 2020 г. е наградена с орден „Карагеоргиева звезда“ – 2-ра степен.
На 26 октомври 2022 г. е назначена за министър на здравеопазването на Сърбия в правителството на Ана Бърнабич.